# Jude Célestin
Jude Célestin (ur. 19 czerwca 1962 w Port-au-Prince) – haitański polityk, dyrektor generalny Narodowego Centrum Wyposażeń. Kandydat w wyborach prezydenckich w latach 2010–2011, w 2015 i w 2016.

## Życiorys
Jude Célestin urodził się i dorastał w Port-au-Prince. Kształcił się w szkołach Petit-Séminaire Collège St-Martial, Collège Fernand Prosper oraz Centre d’Etudes Secondaires (Centrum Szkolnictwa Średniego). Studiował inżynierię mechaniczną w Szwajcarii.
Do kraju powrócił w 1985 i rozpoczął pracę w Młynie Haitańskim. W 1991 awansował na stanowisko dyrektora zakładu. W 1997, po objęciu władzy przez prezydenta René Prévala został przez niego mianowany dyrektorem generalnym Narodowego Centrum Wyposażeń (Centre National des Equipements, CNE), rządowego przedsiębiorstwa budowy dróg i mostów. Ze stanowiska zrezygnował w lutym 2002, po przejęciu władzy przez prezydenta Jean-Bertranda Aristide’a. W 2006 ponownie objął funkcję dyrektora CNE, gdy René Préval rozpoczął drugą kadencję prezydencką.
W sierpniu 2010 został wybrany kandydatem rządzącej partii (startującej jako koalicja INITE) na urząd prezydenta w wyborach prezydenckich 28 listopada 2010. W pierwszej turze wyborów 28 listopada 2010 zajął ostatecznie trzecie miejsce, uzyskując 21,9% głosów. Przegrał z byłą pierwszą damą Mirlande Manigat (31,6%) oraz muzykiem Michelem Martelly'm (22,2%). Wcześniej jednak, według pierwszych wyników wyborów ogłoszonych przez komisję wyborczą, kwalifikował się do drugiej tury wyborów, pokonując Martelly'ego. Wyniki te zostały jednak anulowane z powodu licznych nieprawidłowości w czasie głosowania.
Kandydował ponownie w kolejnych wyborach prezydenckich w 2015. W pierwszej turze 25 października 2015 zajął drugie miejsce z wynikiem 25,2% głosów, przegrywając z kandydatem obozu rządzącego Jovenelem Moïse, który uzyskał 32,8% głosów. Obaj kandydaci mieli zmierzyć w drugiej turze wyborów zaplanowanej początkowo na 27 grudnia 2015. Jego rywal nie uznał jednak wyników głosowania, oskarżając władze o fałszerstwa. Jednocześnie w kraju doszło do protestów społecznych sprzeciwiających się fałszowaniu wyborów. W takiej sytuacji prezydent Martelly w grudniu 2015 powołał specjalną komisję, mającą na celu zbadanie procesu wyborczego. Na początku stycznia 2016 komisja stwierdziła nieprawidłowości w jego przebiegu i nakazała jego powtórzenie.
Nowe wybory, przekładane na kolejne miesiące, nie odbyły się przed złożeniem urzędu przez prezydenta Martelly'ego w lutym 2016. Ich data została wyznaczona na 9 października 2016, jednak z powodu przejścia nad Haiti huraganu Matthew wybory ostatecznie odbyły się 20 listopada 2016. Célestin ponownie zajął w nich drugie miejsce z wynikiem 19,5%, przegrywając raz jeszcze z Jovenelem Moïse, który zdobył 55,7% i zwyciężył już w pierwsze turze wyborów.
Jude Célestin jest rozwodnikiem, ma troje dzieci.